# Orangeade
L'orangeade est une boisson à base de jus d'orange, de zestes, d'orange écrasée ou de sirop d'orange, d'eau, le cas échéant de sucre, d'acidulant, pendant de la limonade qui se fait avec du citron. Les sodas à l'orange sont des orangeades.

## Dénomination
Orangeade est utilisé dans toutes les langues avec le mot orange suivi d'un suffixe ADe qui indique le résultat d'une transformation. Orangeade en français, allemand, anglais (également orange drink aux États-Unis), ukrainien (оранжад), japonais オレンジエード (Orenjiēdo), en espagnol naranjada, portugais laranjada, italien aranciata. Le chinois 橙水 (Chéng shuǐ) orange-eau a une déclinaison plus précise 冰镇甜橙水 (Bīngzhèn tián chéng shuǐ) Eau d'orange douce réfrigérée: Généralement aromatisée à la vanille, au goji, au ginseng et ou aux trémelles blanches. 

## Histoire
En 1659, Le Maistre d'Hostel emploi Eau d'orange. Jean Goulin (1664) écrit «Elle se fait de même façon que la Limonade, sinon qu'il n'y faut point de citrons». François Massialot (1692) donne une recette d'orangeade sans sucre: «On emploie une plus grande quantité d'oranges que d'eau commune; par exemple, six oranges et deux citrons sur une pinte d’eau [0,95 l]. On exprime les uns et les autres, et les ayant coupé par zestes, on laisse tremper le tout pendant quelque temps ou on bat l'eau en la versant plusieurs fois d’un pot à l’autre; on la passe en pressant les oranges, et on la met rafraichir», il la distingue de l'Eau d'orange où il laisse tremper quelques heures des oranges douces écrasées et un morceau de sucre. En 1676, L'Escole parfaite des officiers de bouche fait l'orangeade avec 6 oranges et 2 citrons. L'alternative est l'emploi de bigarade (orange amère), Étienne François Geoffroy, en 1743, écrit: «Le suc exprimé d'oranges aigres, délayé dans de l'eau, et adouci avec le sucre, fait une boisson qu'on appelle communément Orangeat ou Orangeade».
William Bernhard (1850) explique que «L'orangeade doit être préparée exactement de la même manière que la limonade, en utilisant des oranges  douces au lieu de citrons, mais comme il y a moins d'acide dans ce fruit, une proportion beaucoup plus grande de jus est nécessaire, et quelle que soit la manière dont elle est préparée cette boisson est plutôt fade», c'est pourquoi il ajoute un jus de citron ou jus de citron et arrow-root (orangeade à la Soyer). D'autres formulaires ajoutent de l'acide citrique. Dans ces préparations l'eau est versée bouillante sur le jus et les zestes, mais il est aussi possible de préparer l'orangeade à froid.
Risso (1818) mentionne le jus d'orange fermenté et distillé donne une eau de vie excellente qui sert à la confection d'une liqueur d'orange et d'esprit de senteur pour la toilette. Une étude chinoise donne pour une fermentation spontanée de jus d'orage douce un vin d'orangeade à 7 à 11 ° d'alcool. La liqueur d'orangeade se diffuse au XIXe siècle (Bols) utilisée dans le cocktails. 
Le service à orangeade en cristal apparait en 1934 en verre teinté, puis pour le Noel du Bon Marché en 1937. 

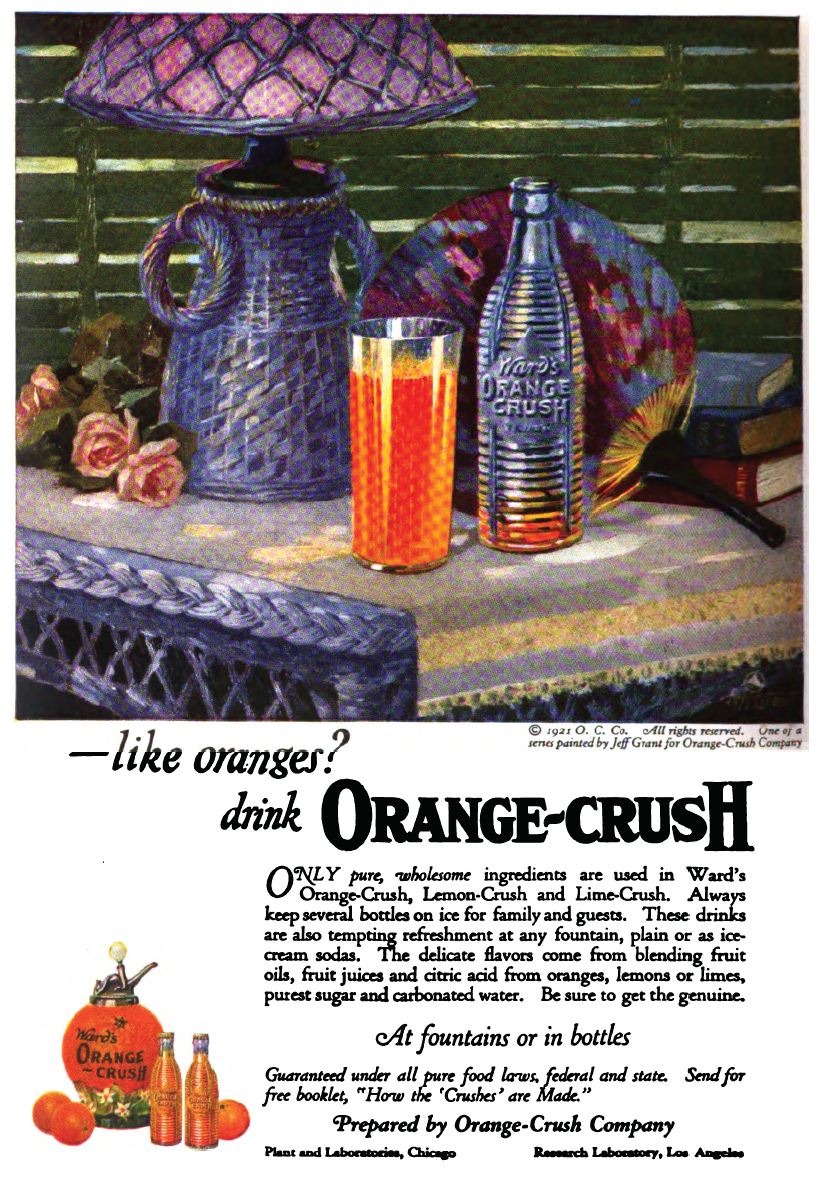
Publicité pour le soda Orange Crush (1921)

En 1916, Crush orange est le premier soda (gazeux) lancé aux États-Unis. En 1935, Léon Beton acquiert la formule une boisson à l'orange baptisée Naranjina d'Agustin Trigo, pharmacien de Valencia. Il dépose la marque Orangina en 1936 et lance la boisson en Algérie. Son fils Claude Beton (1925-2013) reprend l'entreprise en 1947, lance son soda en France en 1951 et en fait une marque mondiale. En 1955, en Italie nait Fanta (de l'allemand Fantasie), Fanta, l’orangeade à l’orange à Naples chez la Société napolitaine d'embouteillage de boissons gazeuses. En 1966, la marque Oasis est créée par Volvic avec une eau non gazeuse et 12 % d'extraits d'orange. En 1982, Pulco Orange a la même composition avec en plus 0,7 % de pulpe de citron.

### Orangeade à base de sirop
Amédée Rouget de Lisle (Manuel complet du fabricant d'eaux et boissons gazeuses - 1863) prépare l'orangeade et la grenadine avec des sirops et assez souvent comme le soda (eau gazéifié).

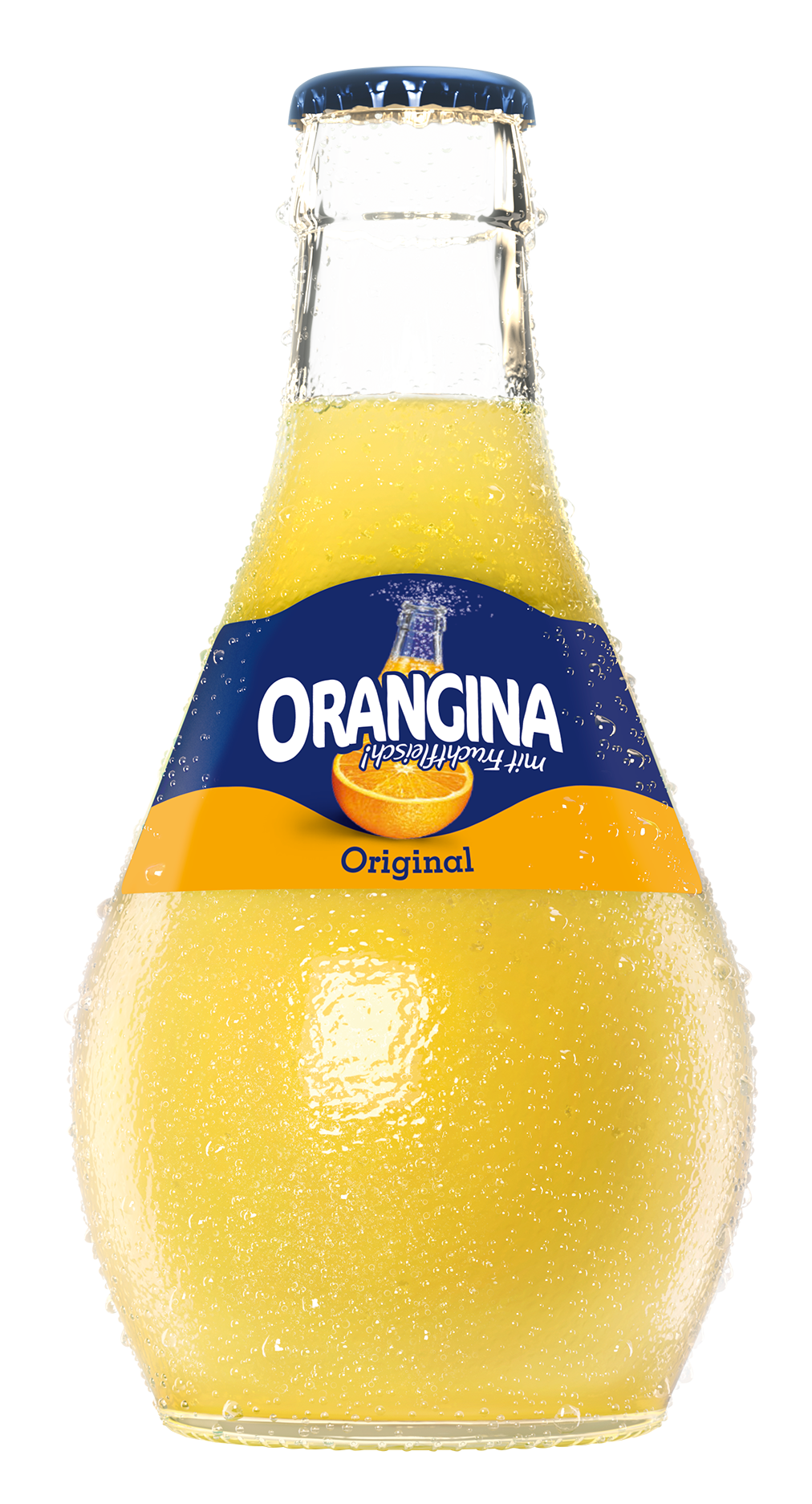
Orangina, bouteille originale

Recette de l’essence d’orangeade donnée par Lisette en 1929: râpez sur 1 kg de sucre le zeste de trois oranges, ajoutez le jus des trois fruits, un 1 / 2 l d’eau et 10 g d’acide citrique en poudre. «Laissez reposer 24 h tout en le remuant souvent. Mettez en bouteilles en le passant à travers une passoire. Il vous suffit d’ajouter un verre de cet épais sirop à votre broc rempli d’eau pour obtenir instantanément une très bonne orangeade».

### Orangeade à base de poudre
Laird et Lee (1895) donnent une formule d'orangeade en poudre: sucre, bicarbonate de soude, zeste sec d'orange, huile essentielle d'orange et de cédrat. À diluer. Au Codex l'orangeade citrique se prépare avec 1 g d'acide dans 1 l d'eau, aromatisée avec quelques gouttes d'alcoolat d'orange et convenablement sucrée, ou bien avec 60 g de Sirop d'acide citrique avec 15 g d'alcoolature d'orange.
Les confiseurs préparaient une poudre composée, l'orangeade sèche, avec de 1 partie d'acide citrique pour 32 parties de sucre, avec essence d'orange q. s. pour aromatiser, «on en met une cuillerée dans un verre d'eau».
Les eaux aromatisées (gazeuses ou non) peuvent contenir du sucre et des édulcorants ou de arômes naturels ou synthétiques. Des formes pulvérulentes diluables sont proposées.

### L'orangeade et la santé
Dès le XVIIe siècle l'orangeade est rangée dans les boissons légères qu'on administre pour équilibrer les humeurs : «L'orangeade est très-agréable pour ceux qui se portent bien, propre à apaiser la soif et tempérer le mouvement du sang dans les grandes chaleurs, très-utile dans les tempéraments bilieux, dans la fièvre et le scorbut» (1743). François Mauriceau (1694) administre limonade ou orangeade, «très-agréables au goût, sont fort propres à réjouir l'estomac, à fortifier le cœur contre les vapeurs malignes, d'autant qu'ils résistent à la pourriture des humeurs». Une orangeade légère dissipe la mélancolie (1817).
Napoléon agonisant à Sainte-Hélène assoiffé demande de l'orangeade, «il avait fait appeler son maître d'hôtel Pierron et voulait lui prescrire lui-même la manière de faire de l'orangeade, mais il répétait sans cesse le mot orange et ne finissait pas sa phrase». 

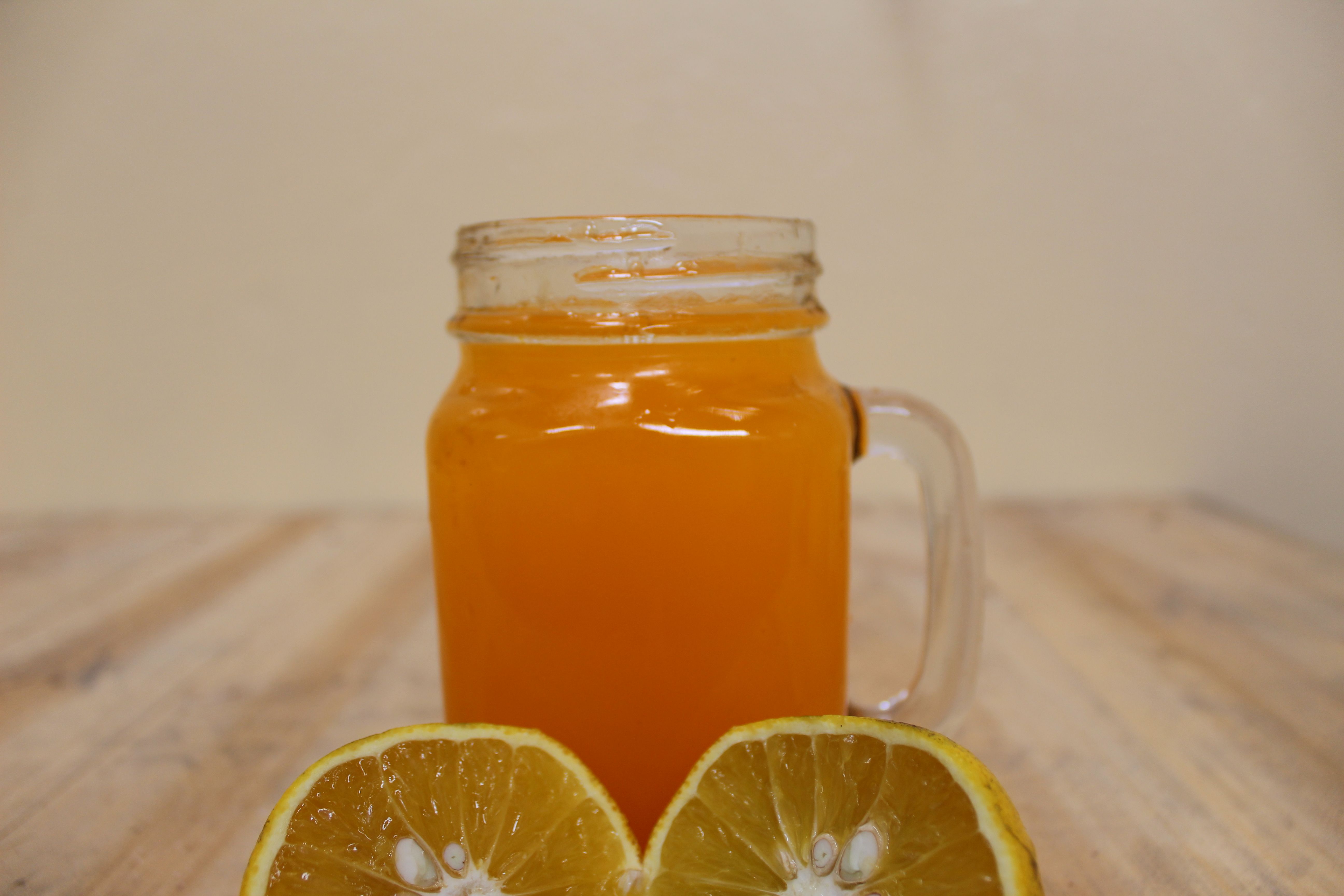
Naranjada

L'orangeade sert à aromatiser les médicaments, voir à masquer les poisons (La Brinvilliers y aurait dilué ses poisons).

## Boire une orangeade
L'orangeade se sert fraiche en fin de repas (orangeade frappée) ou pour apaiser la soif. L'orangeade glacée est synonyme romanesque de scènes exotiques «orangeade glacée et une assiette de loukoums. Après s'être rafraîchie, Prue posa son verre sur la table basse», alanguies «je pense cela très vite parce que t'as pas besoin de t'installer dans une chaise longue avec un verre d'orangeade glacée». Les enfants aiment l'orangeade. D'après une expérimentation néerlandaise 19 % des enfants à qui on n'interdit pas le sucre préféraient le jus d'orange non sucré, 33 % la plus forte concentration en sucre, l'orangeade calorique stimule certaines parties du cerveau chez les enfants affamés. 
Dans les buffets de réception on compte 25 l d'orangeade pour 150 personnes. L'orangeade est servie dans des grands verres, Niels Larsen ajoute généreusement de la glace pilée décorée de 2 tranches d'orange et avec des pailles.

### Orangeade et alcool
L'orangeade se mélange de rhum, à la vodka, aux liqueurs, l'orangeade au Cointreau se fait avec une orangeade à l'eau gazeuse. 

### Quelle orange?

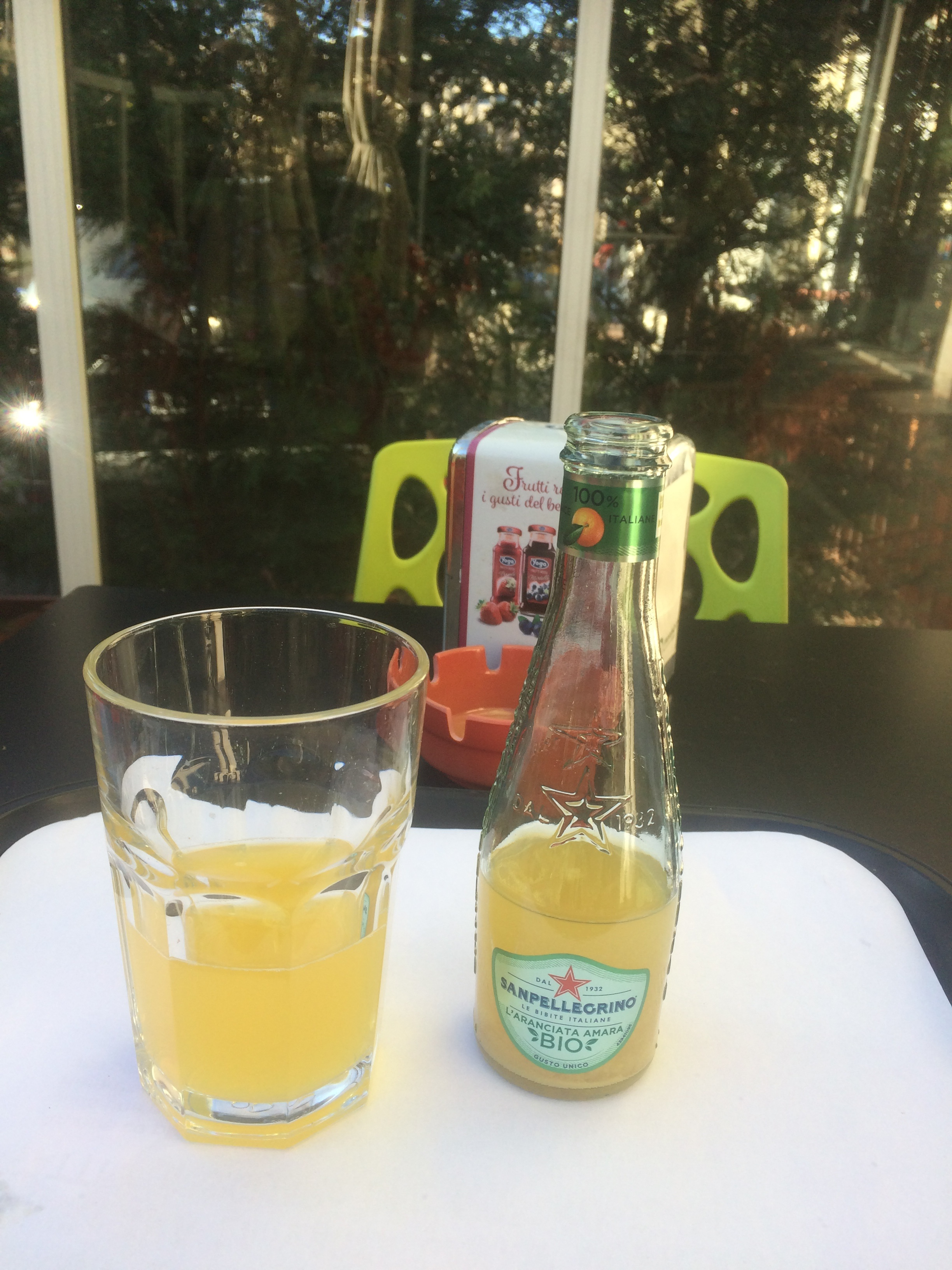
Soda italien à base de bigarade

La bigarade doit être sucrée pour donner une orangeade. L'orange sanguine sicilienne (cultivars Moro, Tarocco et Sanguinello) donne une orangeade élégante et d'une belle couleur. Cara cara orangeade à base de Cara cara bénéficie de sa belle couleur rosée.

## Anthologie
- M. L. Destremx de Saint-Christol, Le château de la Reine Blanche. Mémoires et comptes-rendus de la Société scientifique et littéraire d'Alais, Volumes 18 à 20. 1887[42].

« Tous les soirs, Pierre [ ] visitait avec soin la chambre du roi, afin que tout y fut à sa place, car le service était fait par les moines et non par les serviteurs attachés à sa personne, qui ne le suivaient pas à Royaumont. Sur un guéridon, à la portée de son lit, on plaçait un plateau sur lequel étaient quelques friandises et une carafe d'orangeade glacée, qui était la boisson habituelle du roi.
Un soir, en faisant son inspection, Pierre s'aperçut que des gouttes du liquide répandu sur le plateau avaient attiré quelques mouches qui étaient tombées mortes. Un soupçon traversa aussitôt son esprit, une sueur froide couvrit son front; immédiatement il prit la carafe, versa le liquide dans la paume de sa main, l'approcha de ses lèvres, et sans avoir besoin de les humecter, par l'odeur âcre et nauséabonde qui s'en dégagea, il fut convaincu que c'était du poison.
Aussitôt il demanda à parler, pour affaire urgente, de la part du roi, au révérend père abbé,[ ]... il faut avant tout s'en assurer, dit le révérend abbé en se levant; il prit un petit flacon qui contenait un réactif, en versa quelques gouttes dans un verre, dans lequel il avait mis du liquide soupçonné, aussitôt, la liqueur de jaune et transparente qu'elle était, devint violette, et un précipité verdâtre se forma au fond du vase. Vous avez raison, messire, c'est bien là du poison, et l'un des plus violents. »

- Marcel Proust.  Sodome et Gomorrhe II, 738[43] L'orangeade intervient 2 fois chez Proust, quand Swann jaloux en boit avec Odette et Forcheville alors que la boisson dissipe son angoisse et avec Albertine:

« Je demandai à Albertine si elle voulait boire. II me semble que je vois là des oranges et de l'eau, me dit-elle, ce sera parfait. Je pus goûter ainsi, avec ses baisers, cette fraîcheur qui me paraissait supérieure à eux chez la princesse de Guermantes. Et l'orange pressée dans l'eau semblait me livrer, au fur et à mesure que je buvais, la vie secrète de son mûrissement, son action heureuse contre certains états du corps humain qui appartient à un règne si différent, son impuissance à le faire vivre, mais en revanche les jeux d'arrosage par où elle pouvait lui être favorable, cent mystères dévoilés par le fruit à ma sensation, nullement à mon intelligence. »